# مايك ويلسون (رجل أعمال)
مايك ويلسون (بالإنجليزية: Mike Wilson)‏ هو شخصية أعمال أمريكي، ولد في 1970.

## وصلات خارجية
- مايك ويلسون على موقع IMDb (الإنجليزية)
- مايك ويلسون على موقع قاعدة بيانات الفيلم (الإنجليزية)